# Tommy Lister Jr.

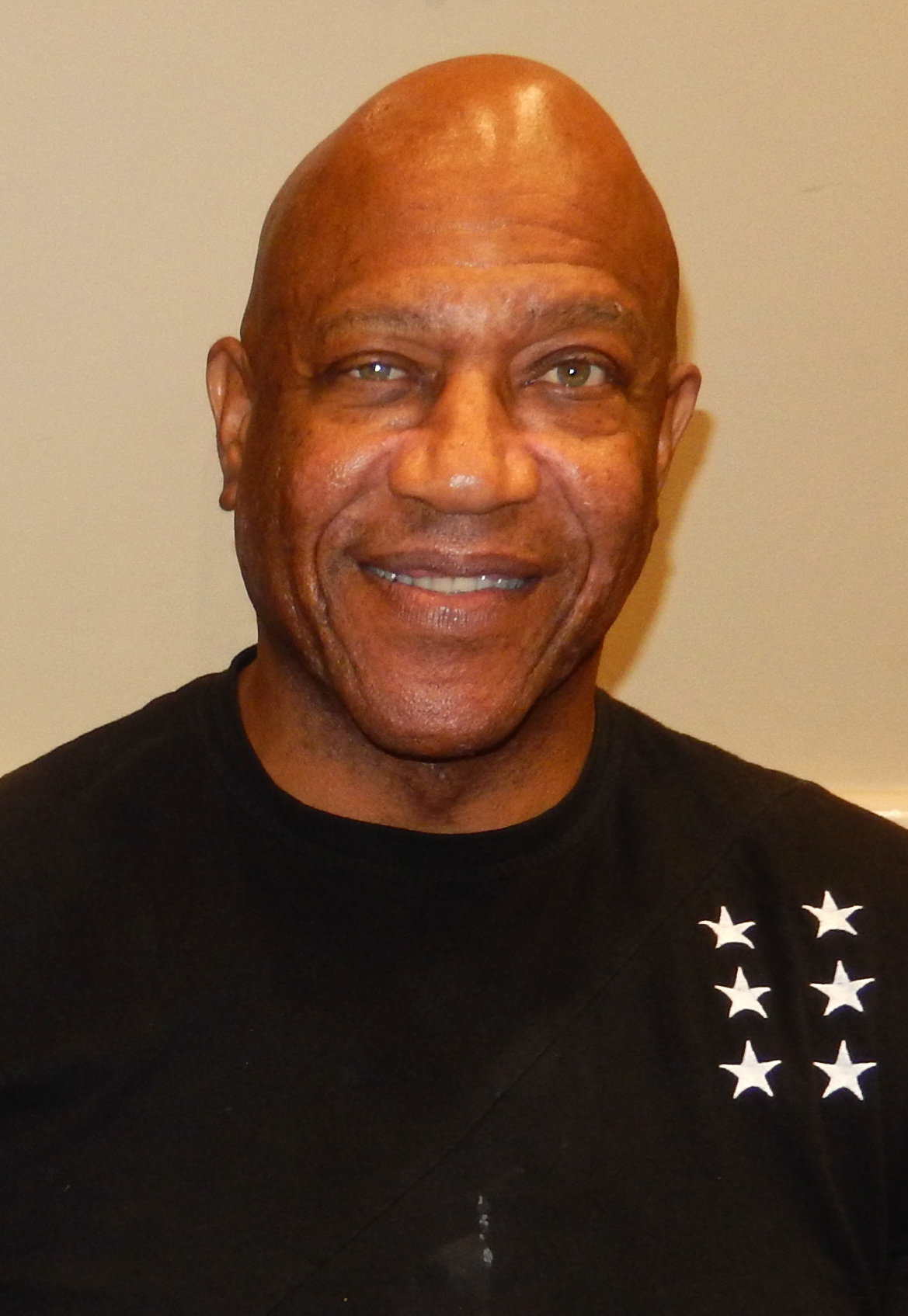
Tommy Lister Jr. (2018)

Tommy Debo Lister (* 24. Juni 1958 in Compton, Kalifornien als Thomas Duane Lister Jr., genannt auch Tom Lister jun.; † 10. Dezember 2020 in Marina del Rey, Kalifornien), Spitzname Tiny, war ein US-amerikanischer Schauspieler und Wrestler.

## Leben

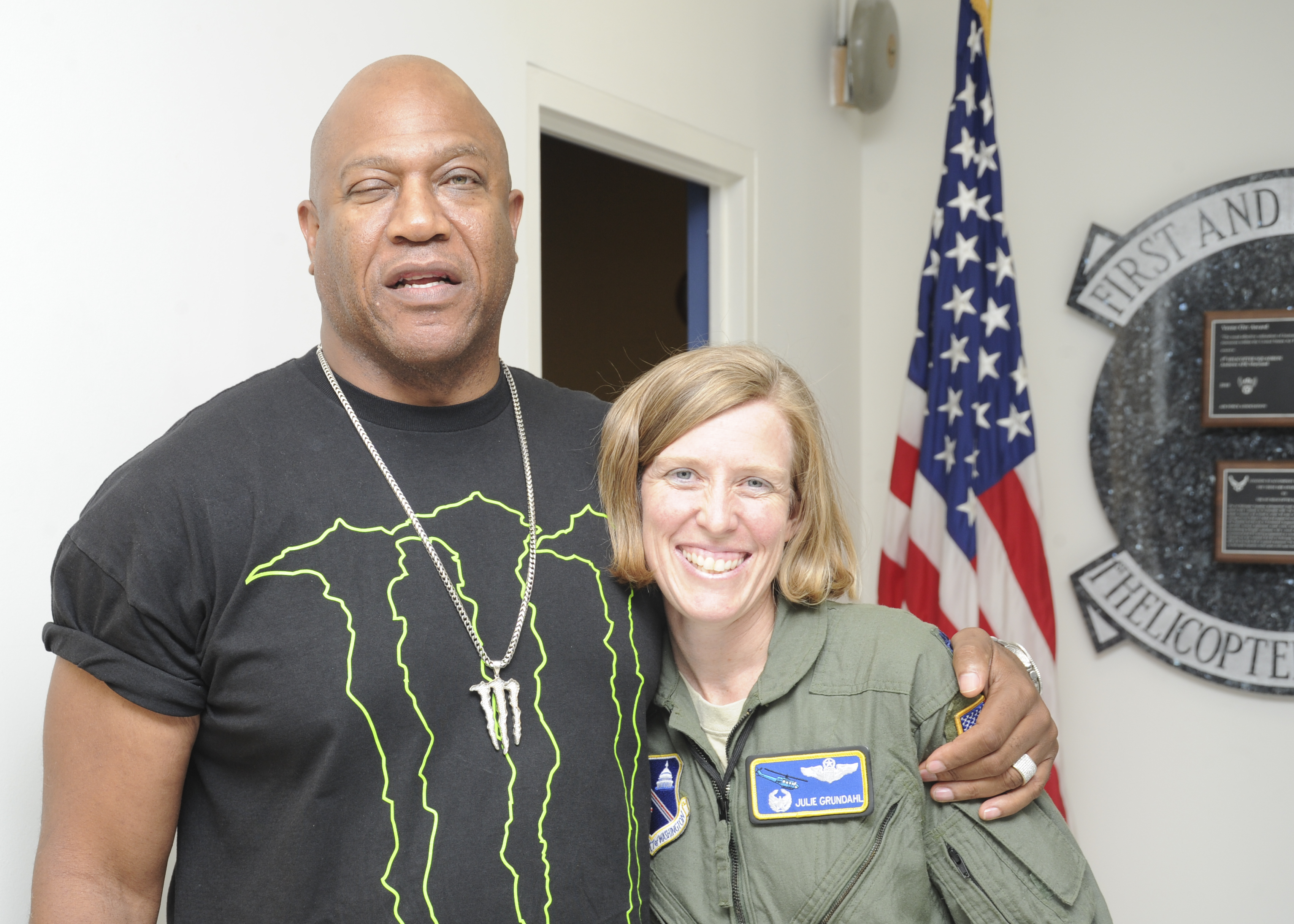
Tommy Lister Jr. (2012)

Lister war 1,96 m groß und wog circa 135 kg, was den von ihm verkörperten Charakteren eine starke Präsenz verlieh. Er war von Geburt an auf dem rechten Auge blind, was in den meisten Filmen allerdings durch Kontaktlinsen und Tricktechnik kaschiert wurde.
Bekannt wurde er vor allem durch seine Rolle des Deebo in den Friday-Filmen mit Ice Cube und Chris Tucker und als Präsident Lindberg in Luc Bessons Das fünfte Element.
1989 stieg er nach einer Rolle in Der Hammer auch als Wrestler in den Ring und fehdete dort mit Hulk Hogan, ohne diesen allerdings besiegen zu dürfen. Danach wandte er sich wieder seiner Film-Karriere zu. 1995 tauchte er unter dem Namen Ze Gangsta überraschend wieder als Wrestler auf: In der WCW trat er als Mitglied des Dungeon of Doom nochmals gegen Hogan an, um ihm erneut zu unterliegen. Danach kehrte er dem Wrestling den Rücken und widmete sich nur noch seiner Schauspielkarriere. Von 1984 bis zu seinem Tod spielte Lister in rund 200 Film- und Fernsehproduktionen.
Im August 2012 wurde Lister wegen Betruges angeklagt; er soll mit fünf Komplizen insgesamt rund 3,8 Millionen US-Dollar unterschlagen haben. Er zeigte sich vor Gericht geständig und entging einer Haftstrafe.
Lister hatte im Jahr 2020 zunächst eine COVID-19-Infektion überstanden, litt in den Tagen vor seinem Tod mit 62 Jahren aber vermehrt an Atemproblemen. Er starb am 10. Dezember 2020 in Marina del Rey, Kalifornien.

## Filmografie (Auswahl)
- 1985: Runaway Train
- 1986: 8 Millionen Wege zu sterben (8 Million Ways to Die)
- 1986: Zwei unter Volldampf (Armed and Dangerous)
- 1986–89: Matlock (Fernsehserie, 3 Episoden)
- 1987: Ausgelöscht (Extreme Prejudice)
- 1987: Beverly Hills Cop II
- 1988: Eine verrückte Reise durch die Nacht (The Night Before)
- 1988: Prison – Rückkehr aus der Hölle (Prison)
- 1989: Der Hammer (No Holds Barred)
- 1991: Der Prinz von Bel-Air (The Fresh Prince of Bel-Air, Fernsehserie, Folge 1x23 72 Stunden)
- 1992: Trespass
- 1992: Trabbi goes to Hollywood (Driving Me Crazy)
- 1992: Universal Soldier
- 1993: Posse – Die Rache des Jessie Lee (Posse)
- 1993: Meteor Man (The Meteor Man)
- 1994: Men of War
- 1995: Friday
- 1995: Don Juan DeMarco
- 1996: Barb Wire
- 1996: Street Corner Justice
- 1997: Das fünfte Element (Le Cinquième Élément)
- 1997: Jackie Brown
- 1998: I Got the Hook up
- 1999: Wishmaster 2 – Das Böse stirbt nie (Wishmaster 2: Evil Never Dies)
- 1999: Judgement Day – Der jüngste Tag (Judgement Day)
- 2000: Next Friday
- 2000: Little Nicky – Satan Junior (Little Nicky)
- 2001: The Wash
- 2001: Soulkeeper
- 2002: Austin Powers in Goldständer (Austin Powers in Goldmember)
- 2003: Confidence
- 2004: Dracula 3000
- 2004: El Padrino
- 2005: Santa’s Slay – Blutige Weihnachten (Santa’s Slay)
- 2006: Eine Nacht mit dem König (One Night with the King)
- 2008: The Dark Knight
- 2008: Auf der Jagd nach der Monster Arche (Monster Ark, Fernsehfilm)
- 2010: First Dog – Zurück nach Hause (First Dog)
- 2012: K-11 – Der Knast (K-11)
- 2015: The Human Centipede III (Final Sequence)
- 2015: American Justice
- 2016: Zoomania (Zootopia, Stimme)
- 2022: Renegades